# Martynas Šlikas
Martynas Šlikas (* 21. November 1977 in Rokiškis, Litauische SSR) ist ein ehemaliger litauischer Eishockeyspieler, der zuletzt bis 2015 bei Energija Elektrėnai in der belarussischen Wysschaja Liga, der zweithöchsten Spielklasse des Landes, spielte.

## Karriere

### Clubs
Martynas Šlikas begann seine Karriere als Eishockeyspieler in Elektrėnai beim litauischen Rekordmeister SC Energija, für den er zunächst in der damaligen East European Hockey League spielte. Von 1998 bis 2001 spielte er in seiner Geburtsstadt für Nemunas Rokiškis in der litauischen Liga. Während der Spielzeit 2000/01 kehrte er zu Energija zurück und spielte dort bis zu seinem Karriereende 2015. Zunächst war er mit dem Klub erneut in der East European Hockey League aktiv. Während der 2000er Jahre spielte er in der lettischen Liga und wurde dort 2009 Torschützenkönig. Nachdem er mit dem Klub aus Elektrėnai 2013 dann die litauische Liga gewinnen konnte, stand er die letzten beiden Jahre seiner Karriere mit dem Klub in der belarussischen Wysschaja Liga, der zweithöchsten Spielklasse des Landes, auf dem Eis.

### International
Für Litauen nahm Šlikas im Juniorenbereich an der U18-C-Europameisterschaft 1994 und der U18-C2-Europameisterschaft 1995 sowie der U20-C2-Weltmeisterschaft 1995 und der U20-D-Weltmeisterschaft 1997 teil.
Sein Debüt in der litauischen Herren-Nationalmannschaft gab er bei der C-Weltmeisterschaft 1998. In der C-Gruppe spielte er auch bei den Weltmeisterschaften 1999 und 2000. Nach Umstellung auf das heutige Divisionensystem stand er für die Balten 2001, 2005, 2006, 2007, 2008, 2009, 2010 und 2013 auf dem Eis. Bei der Weltmeisterschaft 2004 spielte er in der Division II. Zudem vertrat er seine Farben bei den Qualifikationsturnieren für die Olympischen Winterspiele 2006 in Turin und 2010 in Vancouver.

## Erfolge und Auszeichnungen
- 1995 Aufstieg in die C-Gruppe bei der U18-Junioren-C2-Europameisterschaft
- 2000 Aufstieg in die Division I bei der C-Weltmeisterschaft
- 2004 Aufstieg in die Division I bei der Weltmeisterschaft der Division II, Gruppe B
- 2009 Torschützenkönig der lettischen Eishockeyliga
- 2013 Litauischer Meister mit Energija Elektrėnai